# Korosten
Korosten (în ucraineană Коростень) este oraș regional în regiunea Jîtomîr, Ucraina. Deși subordonat direct regiunii, orașul este și reședința raionului Korosten. 

## Demografie
Componența lingvistică a orașului Korosten
     Ucraineană (86,69%)
     Rusă (12,73%)
     Alte limbi (0,38%)
Conform recensământului din 2001, majoritatea populației orașului Korosten era vorbitoare de ucraineană (86,69%), existând în minoritate și vorbitori de rusă (12,73%).